# موگیلیوفسکویه
موگیلیوفسکویه (به لاتین: Mogilyovskoye) یک منطقهٔ مسکونی در روسیه است که در داغستان واقع شده‌است.